# Chrysocharis splendidissima
Chrysocharis splendidissima är en stekelart som först beskrevs av Girault 1917.  Chrysocharis splendidissima ingår i släktet Chrysocharis och familjen finglanssteklar. Inga underarter finns listade i Catalogue of Life.